# La notte dei tempi
La notte dei tempi (La Nuit des temps) è un romanzo di fantascienza dell'autore francese René Barjavel del 1968.
Vinse il prix des Libraires l'anno successivo.

## Storia editoriale
La notte dei tempi era in origine una sceneggiatura per un film di André Cayatte, pensata come una superproduzione all'americana, con i mezzi necessari a realizzare un kolossal. Nel 1965, la produzione francese, sebbene partecipasse a coproduzioni costose, era refrattaria a qualunque progetto fantascientifico. Il produttore si ritirò e Cayatte gettò la spugna.
Barjavel restò quindi con la sceneggiatura in mano, e decise di ricavarne un romanzo, tornando alla letteratura dopo anni di scoraggiamento.  Rifiutato dall'editore abituale di Barjavel, le Éditions Denoël, furono Les Presses de la Cité a pubblicare l'opera, che fu un trionfo commerciale con 2,6 milioni di copie vendute al 2018. La notte dei tempi è considerato oggi come un classico del genere, scritto da uno dei padri della fantascienza francese, ma in modo completamente diverso da quelo dei suoi precedenti romanzi futuristici: qui, il racconto è molto più ravvicinato nel tempo, e ben ancorato allo spirito degli anni Sessanta. Il romanzo è rimasto molto popolare ed è uscito in molte riedizioni dal 1968.
La prima edizione italiana de La notte dei tempi apparve nel 1975, nella collana Cosmo Serie Oro dell'Editoriale Nord, poi ripubblicata nel 2006. Una nuova traduzione è stata pubblicata nel 2020 dall'editore L'orma di Roma.

## Trama
(equazione di Zoran)
Dei ricercatori scientifici francesi in Antartide rivelano l'emissione di un enigmatico segnale dalla profondità dei ghiacci. Per raggiungere il punto dal quale proviene, si organizza una spedizione internazionale, i cui componenti comunicano grazie a un computer che traduce istantaneamente le loro parole.
La spedizione internazionale scopre le rovine di una civilità scomparsa sotto i ghiacci da 900 000 anni, e scienziati da tutto il mondo si recano sul sito per aiutarle a esplorarlo e a comprenderlo.
Il mondo intero assiste all'esplorazione in diretta tramite la televisione satellitare. Gli esploratori scoprono un oggetto ovoidale d'oro di 27 metri di diametro, nel quale si trovano in stato d'ibernazione, racchiusi in blocchi d'elio allo zero assoluto, i corpi nudi di un uomo e di una donna i cui volti sono celati da maschere d'oro.
Simon, giovane medico che fa parte della spedizione scientifica, decide con i suoi colleghi di procedere alla rianimazione dei corpi, ma cominciando da quello della donna, poiché gli scienziati sono incerti sul metodo da seguire e il corpo dell'uomo mostra tracce di ustioni sul torso. La donna è così destata dal suo sonno: fa capire che il suo nome è Elea e Simon s'innamora perdutamente di lei.
Grazie a una macchina della civiltà perduta, Elea trasmette i suoi ricordi, che sono rilanciati tramite la televisione in tutto il mondo. Si apprendono così la storia della sua civiltà e della guerra che l'ha distrutta, ma anche la sua personale e quella del suo compagno Paikan. Il mondo in cui viveva Elea appare più avanzato tecnologicamente di quello del XX secolo. La sua nazione, lo stato-continente Gondawa, fu responsabile, assieme all'altro stato-continente Enisorai, di una guerra che devastò l'intero pianeta. Elea e il suo compagno Paikan erano stati destinati l'una all'altro dalla loro infanzia, secondo un abbinamento basato sulle reciproche affinità trovato da un computer, com'era uso presso il loro popolo, e si amavano di un amore infinito.
Quando la fine del mondo di Elea apprve vicina a causa delle armi di distruzione utilizzate da Gondawa ed Enisorai, per cercare di dare un futuro alla civiltà alcuni scienziati, guidati dal più brillante tra loro, di nome Coban, decisero di ibernare un uomo e una donna che avessero le migliori capacità intellettuali e fisiche. Ad essere scelti furono Coban ed Elea, quest'ultima suo malgrado, non potendo sopportare di essere separata da Paikan. Elea fuggì allora con Paikan ma, dopo varie peripezie nelle quali s'imbatté in un gruppo di studenti che per mostrare la propria opposizione alla guerra gridavano "Pao!" ("No!"), il suo compagno decise di farla sopravvivere ad ogni costo. La narcotizzò e la riportò a Coban, preferendo saperla salva senza di lui piuttosto che morta con lui.
Dopo aver ascoltato il racconto di Elea, Simon e i suoi colleghi scienziati decidono di risvegliare l'uomo, che ha bisogno di una trasfusione di sangue a causa delle sue ferite; dato che il suo gruppo sanguigno non corrisponde ad alcuno presente nell'uomo moderno, Elea accetta di donargli il suo sangue.
Dopo aver riflettuto, e durante la trasfusione, ella sceglie di rifiutare la possibilità che le offre Simon di rifarsi una vita con lui: assume segretamente una capsula di veleno (il "seme nero") che aveva con sé e, in tal modo, avvelena l'uommo che crede essere Coban e che considera responsabile della sua infelicità. Tuttavia, non è Coban che uccide, bensì Paikan, che, non all'ultimo momento aveva ucciso Coban e preso il suo posto nella sfera d'ibernazione.
I loro cuori smettono di battere allo stesso tempo. Simon se ne rende conto troppo tardi: non sapendo se esista un antidoto al veleno e se possa somministrarlo in tempo, sceglie di non rivelare a Elea la verità, che la farebbe morire disperata.

Il Leitmotiv del romanzo, che indica l'amore reciproco tra Elea e Paikan, 
Nel contempo, gli scienziati sono traditi da uno di loro e la base, sabotata, deve essere evacuata. Simon, col cuore infranto, torna a casa, indifferente ai venti di guerra che soffiano in tutto il mondo. Tuttavia, in ogni Paese, degli studenti iniziano a gridare "Pao! Pao!" per opporsi alla guerra.

## Personnaggi

### Contemporanei
Il dottor Simon
Giovane medico francese.
Joe Hoover
Chimico e capo della delegazione statunitense. È la caricatura dell'americano medio, obeso, razzista e superficiale, che tuttavia nel corso della vicenda ha modo di utilizzare a buon fine i suoi metodi rudi. Finisce per fare una proposta di matrimonio alla Leonova.
Leonova
Antropologa e capo della delegazione sovietica. Appare all'inizio come la perfetta militante marxista, ma riesce a relegare la sua ideologia sul piano teorico per il migliore interesse dell'umanità.
Il dottor Lebeau
Medico francese.
Lukos
filologo turco e inventore della Traduttrice. Tradisce i suoi colleghi tentando di trafugare l'equation di Zoran, definita da Elea come la fonte dell'energia universale. Non viene rivelato a chi obbedisse, poiché si suicida dopo aver minato la base. Dato che i suoi complici trovano la morte durante la loro fuga, l'equazione è perduta per sempre, a parte qualche frammento incomprensibile.
Hoi-To
Fisico giapponese assassinato da Lukos alla fine del romanzo.
Brivaux
Ingeniere.
I Vignont
Famiglia parigina che segue gli eventi in televisione.

### Gonda
Gli abitanti di Gondawa, denominati "Gonda", vivevano 900 000 anni prima in un continente antartico che godeva di un clima temperato grazie a una diversa inclinazione dell'asse terrestre. Utilizzavano l'energia universale, che forniva loro ogni cosa necessaria al loro benessere, ma permise anche di creare l'Arma solare, che distrusse tutte le civiltà dell'epoca.
Avevano l'aspetto di uomini bianchi, ma erano tutti mancini. Tutti i cittadini ricevevano una "dote universale" di energia, perché potessero ottenere tutto ciò che volevano trasformandola in materia. Non erano obbligati a lavorare, ma chi non lo faceva otteneva delle doti più basse. Fin dalla nascita, ognuno di loro veniva registrato in banche dati e accoppiato in modo razionale a un gonda del sesso opposto.
Elea
La donna risvegliata, scelta contro la sua volontà da Coban per salvare l'umanità, sebbene desideri solo seguire le sorti del suo amato Paikan. Bellissima, focosa e indomita, è disposta a uccidere pur di ritrovare il suo antico amore. Dopo averlo creduto morto, perde tutta la sua gioia di vivere e la sua combattivita.
Coban
Il più grande scienziato di Gondawa, rettore dell'Università. Selezionò Elea in ragione delle sue qualità fisiche e mentali. A differenza di lei, rifiuta di lasciarsi guidare dai sentimenti: è pronto ad abbandonare la sua unica figlia al suo triste destino.
Paikan
Compagno di vita di Elea dall'infanzia. È altrettanto determinato, ma lo si comprende veramente solo alla fine.
Lokan
Presidente del Gondawa. Terrorizzato dall'idea di perdere la guerra, sceglie di ignorare i consigli degli scienziati che non hanno alcun dubbio sulla pericolosità dell'Arma solare.

### Enisor
Enisorai era una nazione contemporanea e rivale di Gondawa. Abitata dagli antenati degli Amerindi, occupava le future Americhe, la cui geografia è stata sconvolta dal cataclisma. Si trattava di una nazione militarista e imperialista, che negava l'individualità. La sua superiorità demografica spinse i Gonda a usare l'Arma solare, che distrusse il mondo.
Gli Enisor appaiono poco nel romanzo, ma due di loro hanno un ruolo cruciale nel destino di Elea e Paikan: si tratta di Kutiyu, capo del governo di Enisorai e responsabile della guerra, e di un soldato enisor di cui s'ignora il nome, che attacca Paikan prima che abbia il tempo di richiudere il rifugio. Paikan resta gravemente ustionato nella lotta, e a causa di queste bruciature non viene riconosciuto dagli scienziati che lo rianimano, cosa che avrebbe potuto evitare la sua tragica fine.

## Analisi

### Ispirazioni letterarie
Le fonti utilizzate da Barjavel sono molteplici, a cominciare da quello che fu successo librario degli anni Cinquanta: Mondi in collisione di Immanuil Velikovskij per la parte che spiega il cambiamento dell'inclinazione dell'asse terrestre. Altrove è ispirato dalla leggenda di Tristano e Isotta, che persino la morte non può separare, così come dal tema della Bella addormentata nel bosco. Il nome "Gondawa" evoca il supercontinente Gondwana, ben noto ai geologi. Riprende anche, modernizzandoli, diversi grandi temi classici della fantascienza, come quello di una civiltà scomparsa più avanzata della nostae (Atlantide, gli Iperborei), la guerra totale, la telepatia, le fonti di energia infinita ecc. Anche l'idea di una civiltà anteriore alla nostra e più evoluta era molto in voga all'epoca presso autori come Robert Charroux (Histoire inconnue des Hommes depuis 100 000 ans), Jacques Bergier, Erich von Däniken o ancora Serge Hutin. Inoltre Gondawa, in quanto civiltà perfetta, ricorda in qualche modo La città e le stelle di Arthur C. Clarke.
Vi si può vedere anche il ribaltamento della situazione presentata da un romanzo come Tomorrow Sometimes Comes di Francis George Rayer, che presenta diverse analogie con La notte dei tempi, tranne che per il fatto che il sopravvissuto dormiente della guerra atomica si risveglia da solo in un lontano futuro nel quale, come un immenso computer regna su una società che si pretende perfetta. Una storia un po' più simile si trova in Pygmalion 2113 (Edmund Cooper, 1958), in cui un uomo congelato si ridesta, dopo una guerra nucleare, in un mondo dominato da androidi. Meno recente, il romanzo epico Dix mille ans dans un bloc de glace (1890), di Louis-Henri Boussenard, affrontava già il tema del congelamento e del risveglio.

### Contesto storico
La notte dei tempi è ancorata alle mentalità e alla situazione politica dell'epoca. L'antica guerra, che oppone due nazioni dominanti – la razionale Gondawa e l'espansionista Enisorai – è una trasposizione appena camuffata del conflitto tra Est e Ovest; e se Barjavel dichiarò che il suo libro era stato concepito prima degli eventi del Maggio francese, le rivolte di studenti contro la guerra in Gondawa evocano quelle che scossero San Francisco contro la guerra del Vietnam già nel 1965. Infine, le descrizioni di abbigliamento, mobilio ecc ricordano il design e la moda degli anni Sessanta.
La notte dei tempi è un romanzo pacifista e piuttosto orientato verso l'anarchia. Russi e Americani, costretti a collaborare, riescono comunque a lavorare insieme, a dimostrazione che, specialmente in campo scientifico, gli attriti tra le varie nazionalità possono essere superati. Gli scienziati mettono in cortocircuito le decisioni dei governanti. La civiltà moderna appare barbara al confronto con la raffinatezza e la saggezza dei sapienti antichi, le cui immense conoscenze rischiano di andare perdute per la stupidità umana.
Dal punto di vista dell'anticipazione, Barjavel accoglie delle tecnologie che aveva trattato poco o per nulla nelle sue opere, comm i "cervelli elettronici", la "traduttrice universale", il disintegratore laser al plasma (il "plaser"), l'"anello" (o "chiave") come sistema di pagamento, per non parlare delle strane macchina create dalla civiltà scomparsa, come la "mangia macchina" che crea delle pillole nutritive dal nulla, o "l'arma G", che polverizza le persone a distanza tramite una forza dall'origine sconosciuta.

### L'equazione di Zoran
Nel romanzo di Barjavel, l'equazione di Zoran spiega la fonte dell'"energia universale". Si presenta sotto due forme: la versione chi si potrebbe definire "scientifica", padroneggiata solo dalle élite, e la versione "in parole povere" che si enuncia nei termini: "Quello che non esiste esiste". agli occhi dei moderni non appare come una comune equazione con lettere e cifre, ma piuttosto come una specie di disegno, riprodotto nel romanzo.

## Opere derivate
Si ricordano due fumetti tratti da La notte dei tempi:
- Kebek (2019), di Philippe Gauckler (pubblicato dall'editore Daniel Maghen) è ispirato molto liberemente dal romanzo[9].
- La Nuit des temps (10 dicembre 2021), fumetto di Christian De Metter, che ne ha realizzato i testi e i disegni[10].

## Edizioni
- (FR) René Barjavel, La Nuit des temps, Paris, Presses de la Cité, 1968.
- René Barjavel, La notte dei tempi, collana Cosmo Serie Oro. Classici della Narrativa di Fantascienza, traduzione di Paulette Peroni, n. 18, Milano, Editrice Nord, 1975.
- René Barjavel, La notte dei tempi, collana Cosmo Biblioteca, traduzione di Paulette Peroni, n. 11, Milano, Editrice Nord, 2006, ISBN 88-429-1448-7.
- René Barjavel, La notte dei tempi, collana Krezville. Aleph, traduzione di Claudia Romagnuolo e Anna Scalpelli, Roma, L'orma, 2020, ISBN 978-88-313-1230-1.